# Vlagyimir Vlagyimirovics Leonov
Vlagyimir Leonov, cirill írásjelekkel Владимир Леонов (Donyeck, 1987. április 26. –) orosz motorversenyző, jelenleg a FIM endurance-világbajnokságon indul hosszútávú versenyeken. Korábban megfordult a MotoGP-ben és a Supersport-világbajnokságon is.

## Teljes MotoGP-eredménylistája
(Táblázat értelmezése)

(Félkövér: pole-pozícióból indult; dőlt: leggyorsabb kört futott) 

| Év   | Géposztály | Motor   | 1       | 2       | 3      | 4      | 5       | 6      | 7       | 8       | 9   | 10     | 11     | 12     | 13      | 14      | 15     | 16     | 17  | Poz. | Pont |
| ---- | ---------- | ------- | ------- | ------- | ------ | ------ | ------- | ------ | ------- | ------- | --- | ------ | ------ | ------ | ------- | ------- | ------ | ------ | --- | ---- | ---- |
| 2009 | 250 cm³    | Aprilia | QAT 18  | JPN 15  | SPA 19 | FRA 10 | ITA Ret | CAT 20 | NED 16  | GER Ret | GBR | CZE 19 | IND 15 | RSM 17 | POR Ret | AUS Ret | MAL 15 | VAL 17 |     | 24.  | 9    |
| 2010 | Moto2      | Suter   | QAT Ret | SPA DNS | FRA 27 | ITA 25 | GBR 29  | NED 29 | CAT Ret | GER 24  | CZE | IND    | RSM    | ARA    | JPN     | MAL     | AUS    | POR    | VAL | HN   | 0    |

## Teljes Supersport-eredménylistája
(Táblázat értelmezése)

(Félkövér: pole-pozícióból indult; dőlt: leggyorsabb kört futott) 

| Év   | Motor     | 1       | 2     | 3      | 4       | 5       | 6      | 7       | 8      | 9      | 10      | 11      | 12     | 13     | Poz. | Pont |
| ---- | --------- | ------- | ----- | ------ | ------- | ------- | ------ | ------- | ------ | ------ | ------- | ------- | ------ | ------ | ---- | ---- |
| 2011 | Yamaha    | AUS     | EUR   | NED    | ITA     | SMR 17  | SPA    | CZE     | GBR    | GER    | ITA     | FRA     | POR 9  |        | 24.  | 7    |
| 2012 | Yamaha    | AUS Ret | ITA 6 | NED 3  | ITA Ret | EUR DNS | SMR    | SPA Ret | CZE 10 | GBR 18 | RUS 3   | GER DSQ | POR 12 | FRA 17 | 11.  | 52   |
| 2013 | Yamaha    | AUS Ret | SPA 8 | NED 12 | ITA 7   | GBR 16  | POR 11 | ITA 3   | RUS C  | GBR 10 | GER Ret | TUR 15  | FRA 9  | SPA 9  | 10.  | 63   |
| 2014 | MV Agusta | AUS Ret | SPA 8 | NED 12 | ITA Ret | GBR 15  | MAL 14 | SMR     | POR    |        |         |         |        |        | 19.  | 19   |
| 2014 | Honda     |         |       |        |         |         |        |         |        | SPA 12 | FRA Ret | QAT     |        |        | 19.  | 19   |

## Külső hivatkozások
- Hivatalos honlapja (oroszul)
- Vector Racing Team (oroszul)